# Tewfik Abdullah
Tewfik Abdullah (in arabo توفيق عبدالله‎?; Il Cairo, 23 giugno 1896 – 1963) è stato un calciatore e allenatore di calcio egiziano, di ruolo attaccante.

## Carriera

### Nazionale
Con la nazionale egiziana partecipò ai Giochi olimpici di Anversa nel corso dei quali fu anche l'allenatore della nazionale.

## Palmarès

### Giocatore

#### Competizioni nazionali
- National Challenge Cup

Fall River F.C.: 1927
- Coppa del Sultano Hussein

Al-Ahly SC: 1929
- Coppa d'Egitto

Al-Ahly SC: 1930
Cairo International SC: finalista 1931